# 나데즈다 크룹스카야
나데즈다 콘스탄티노브나 크룹스카야(러시아어: Наде́жда Константи́новна Кру́пская, 1869년 2월 26일 ~ 1939년 2월 27일)는 러시아 제국의 여성 교육학자이며 소비에트 사회주의 공화국 연방의 교육학자 겸 정치인이자 저술가이고 블라디미르 레닌의 부인이다.

## 생애

### 일생
그녀는 1898년 시베리아에서 1년 연하의 블라디미르 레닌과 결혼하였고 이미 1890년부터 러시아 제국의 교육학자로 활동하였으며 훗날에는 부군 블라디미르 레닌이 볼셰비키 혁명을 봉기하여 1917년 3월 15일에 러시아 제국이 전격 타도됨으로 인하여 러시아 임시 정부가 수립됨으로써 게오르기 리보프와 알렉산드르 케렌스키에 이어 부군 레닌이 러시아 임시 정부 국가원수가 되자 그녀 또한 러시아 임시 정부 국가원수 영부인으로 존숭되었고 이듬해 1918년 3월 3일에 러시아 소비에트 연방 사회주의 공화국이 재수립되고 레닌이 러시아 소비에트 연방 사회주의 공화국 국가원수로 오르자 재차 영부인으로 존숭되었으며 1922년 12월 30일에 소비에트 사회주의 공화국 연방이 창건되어 부군 니콜라이 레닌이 소련 정부의 초대 국가원수가 되자 그녀 또한 소비에트 연방 국가원수 영부인으로 존숭되었고 그 다음날인 1922년 12월 31일을 기하여 레닌이 소비에트 연방 국가원수 직위에서 퇴진과 동시에 이오시프 스탈린(Iosif Stalin)이 후임 국가원수인 소련 대원수(소비에트 연방의 국가원수)가 되고 부군 레닌이 소련 총리로 전임하자 그녀는 소련 총리 영부인의 신분으로 소비에트 사회주의 공화국 연방 교육인민위원회 중앙위원이 되어 재임 기간으로는 1922년 12월 30일부터 1929년 1월 25일까지 재임하였고 직위 재직 중이던 1924년 1월 24일에는 부군 블라디미르 레닌의 상(喪)을 치렀다.

### 말년
부군상을 치른 이후 그녀는 1929년 1월 25일부터 1939년 2월 27일 사망할 때까지 소비에트 사회주의 공화국 연방 교육인민위원회 부위원장 겸 중앙위원으로 재임하였다.

### 사망
1939년 2월 27일, 소비에트 연방 모스크바주 모스크바에서 70세로 사망하였다.

## 같이 보기
- 클라라 체트킨
- 로자 룩셈부르크
- 알렉산드라 콜론타이